# Haus der Niederlande

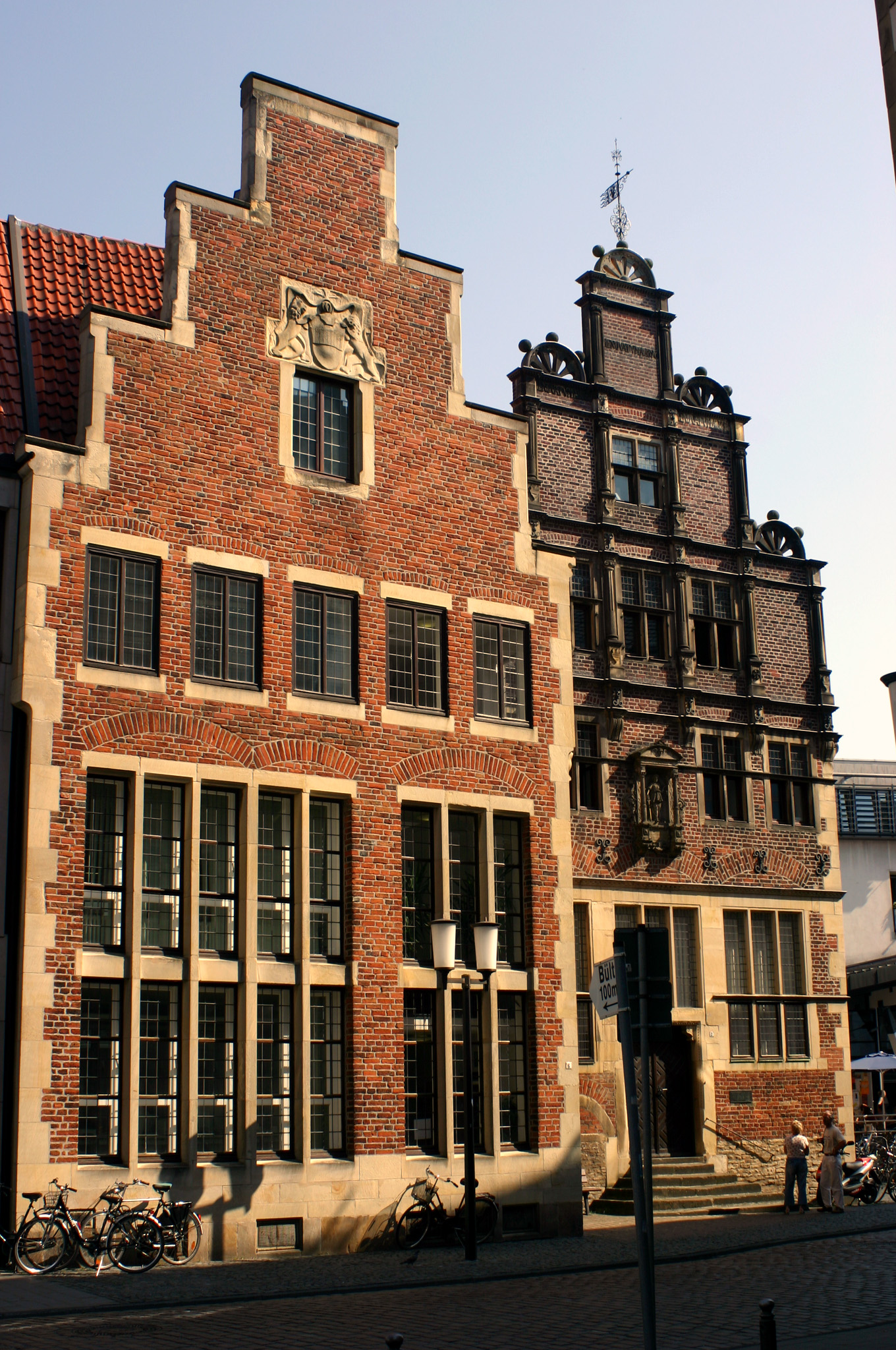
Haus der Niederlande

Het Haus der Niederlande (Nederlands: Huis der Nederlanden) is het huis in Münster waar in 1648 de vredesovereenkomst tussen Spanje en de Republiek der Zeven Verenigde Nederlanden werd getekend. Deze overeenkomst maakte een einde aan de Tachtigjarige Oorlog.
Ten tijde van de vredesonderhandelingen heette het huis Huis van het Kramersgilde.
Tegenwoordig zitten in het Haus der Niederlande verschillende instellingen op het gebied van de taal, literatuur, geschiedenis en politiek van het Nederlandse taalgebied. Deze instellingen zijn verbonden aan de Universiteit van Münster.

## Directeuren
- Horst Lademacher, 1990-1999
- Friso Wielenga, 1999-2021
- Jacco Pekelder, 2021-heden